# Garden Reach
Garden Reach is een wijk in Calcutta in West-Bengalen, India. Het ligt in het zuidwestelijke deel van Calcutta, vlak bij de oever van de rivier Hooghly.

## Geschiedenis

### Ballingschap van Wajid Ali Shah
Hier streek in de geschiedenis Nawab Wajid Ali Shah neer, de elfde en laatste koning van Oudh, toen hij door de Britse Oost-Indische Compagnie was verdreven. In zijn gevolg bevonden zich familieleden, muzikanten, koks en dieren uit zijn dierentuin. Hij kwam op 13 mei 1856 aan land in Bichali Ghat, nabij Metiabruz.
Toen de Indiase opstand zich een jaar later uitbreidde naar Lucknow, en de rebellerende sepoys een van zijn zonen op de troon zette, werd hij door de Britse OIC gevangen gezet in Fort William. Na zijn vrijlating werd hem het BNR House toegewezen.

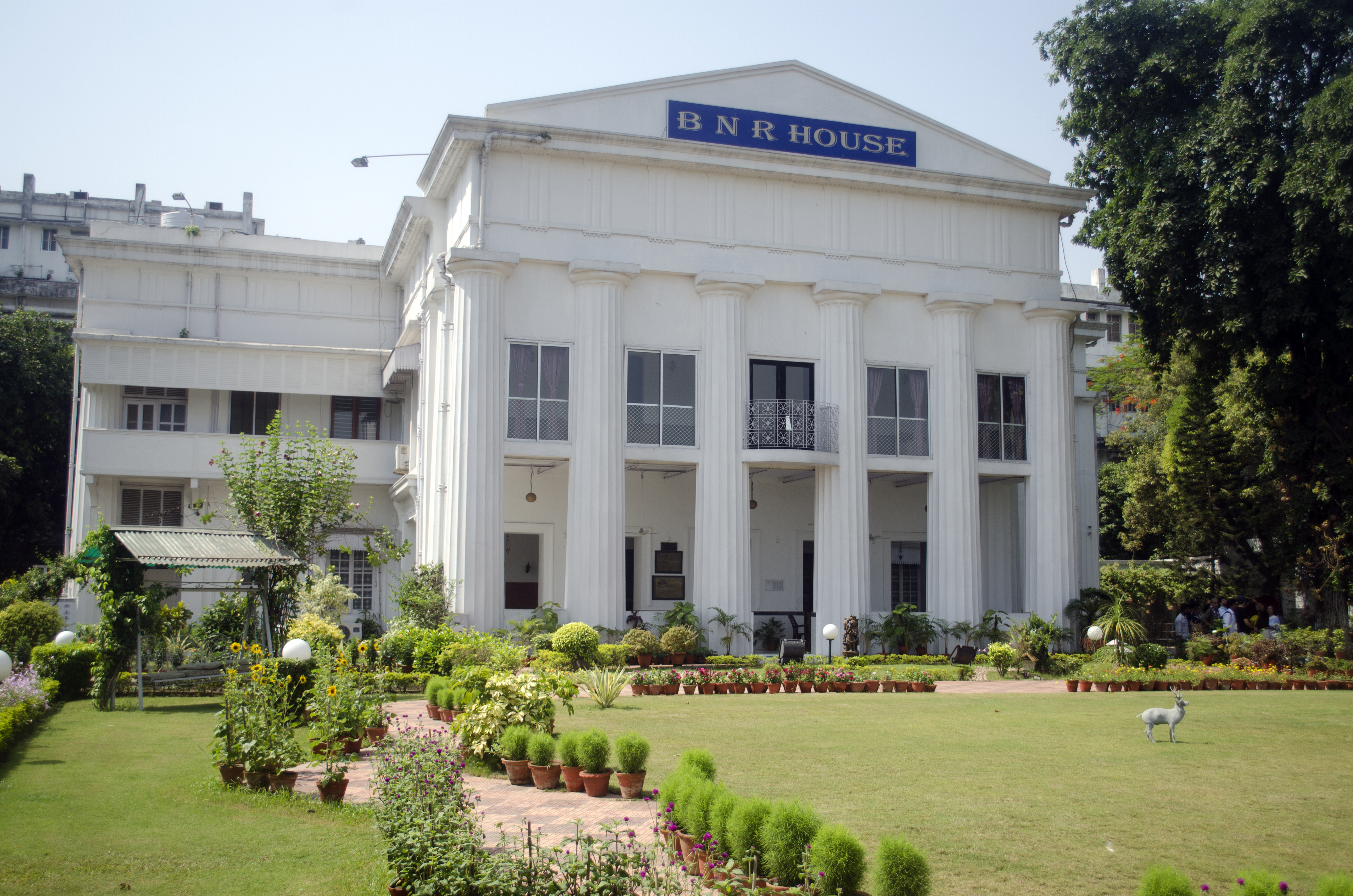
BNR House
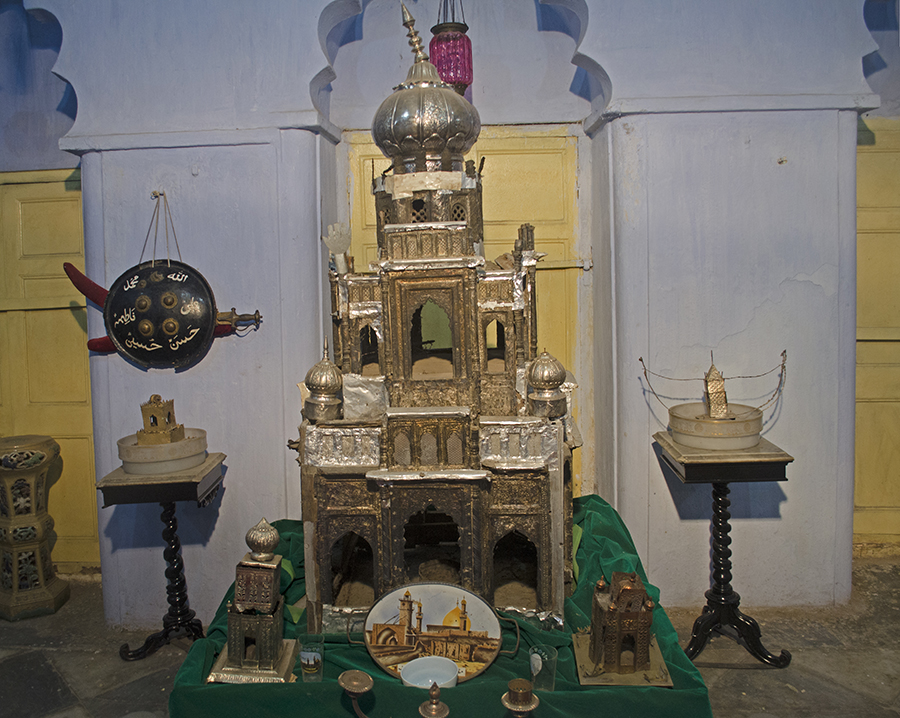
Graf van Wajid Ali Shah

### Surinaam Ghat
De Surinaam Ghat ligt aan de oostelijke oever van de rivier Hooghly, vlak bij de haven van Calcutta. Vanuit hier emigreerden 34.300 contractarbeiders naar Suriname met 64 zeilschepen tussen 1873 en 1917. Ter herinnering werd hier in 2015 het Monument van Baba en Mai geplaatst. Surinaam Ghat wordt in de volksmond ook wel Balu Ghat genoemd.

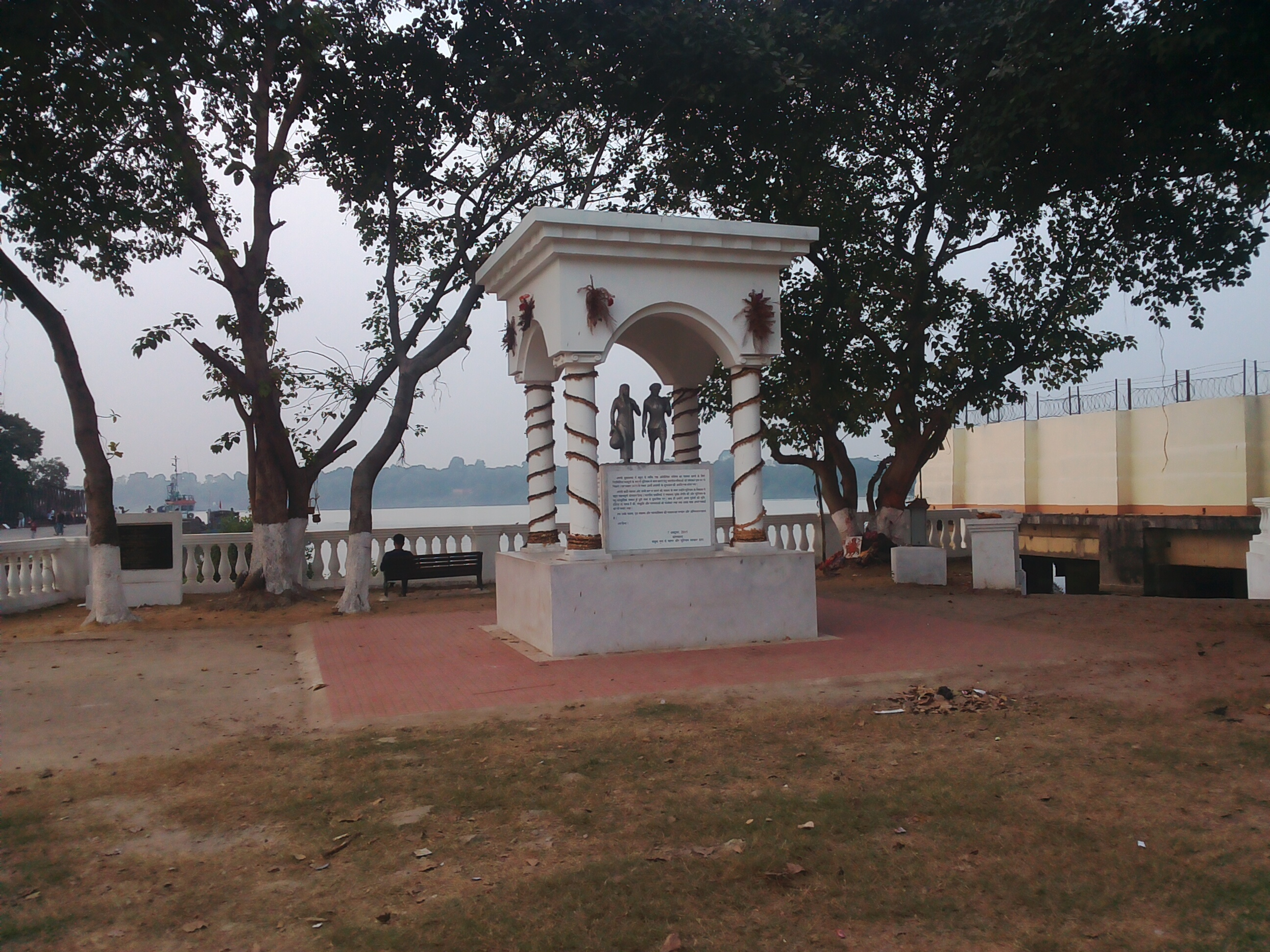
Monument van Baba en Mai